# Ingress
Ingress é um jogo multijogador massivo online baseado em localização desenvolvido pela Niantic, originalmente parte do Google. O jogo foi lançado exclusivamente para dispositivos Android em 15 de novembro de 2012, e foi disponibilizado para o iOS da Apple em 14 de julho de 2014. O jogo tem uma história sobre ficção científica uma narrativa contínua e aberta. Ingress também foi considerado para ser um exergame baseado em localização.
Ao contrário de muitos outros MMOGs, a competição de Ingress é, principalmente, entre as duas facções opostas (equipes), ao invés de entre os jogadores individuais, e os jogadores nunca interagem diretamente no jogo ou sofrem qualquer tipo de dano além de temporariamente faltar-lhes XM (a energia que alimenta todas as ações, exceto movimento e comunicação). A jogabilidade consiste em captar "portais" em locais de importância cultural, como o arte pública, locais de interesse, monumentos, etc., e vinculá-los para criar triangulares "campos de controle" virtuais sobre áreas geográficas. Progresso no jogo é medida pelo número de "unidades de mente" (MUs) capturadas por meio de tais campos de controle, ou seja, pessoas nominalmente controladas por cada facção (como ilustrado no Mapa Intel). As ligações necessárias entre os portais podem variar em comprimento de metros para quilômetros ou centenas de quilômetros, criado em operações de logística considerável complexa. Ligações e campos internacionais não são incomuns, já que Ingress atraiu entusiastas em cidades de todo o mundo, entre jovens e velhos, na medida em que a jogabilidade em si é um estilo de vida para alguns, incluindo tatuagens. A jogabilidade depende muito do jogador fisicamente mover sobre a comunidade, a fim de interagir com os portais. Jogar em um veículo é possível, mas aumentos em velocidade desabilitam alguns recursos do jogo. Isso é feito para estimular a atividade física e uma condução segura, e também, desencoraja falsificação de GPS.

## Ambientação
A narrativa moldura dos criadores do jogo é a seguinte: Junto com a descoberta do Bóson de Higgs pelos físicos do CERN, em 2012, também foi descoberto que a Terra tem sido semeada com "Matéria Exótica", ou XM. Esta substância tem sido associada com os Shapers, um fenômeno misterioso ou raça alienígena.

### Facções
Dentro do jogo, as reações humanas a esta descoberta se dividem em duas facções opostas: os Iluminados lutam acreditando que suas ações irão elevar a humanidade e trazê-la o próximo capítulo na evolução humana, considerando que a Resistência acredita que é proteger a humanidade da ingressão Shaper e preservar a liberdade da humanidade. Estas duas facções são "lados" ou "equipes" opostas no jogo. A Resistência é representada no jogo pela cor azul, e o Iluminado pela verde. Ambas as equipes têm naturalmente a tendência de se balancearem na população. Em algumas áreas, a Resistência são coloquialmente conhecido como "Smurfs", e jogadores de baixo nível da Resistência como "Smurflings".
Da mesma forma, os Iluminados, em geral, são referidos como "Sapos", e os jogadores de nível inferior dos Iluminados como "Girinos".
Na vida real, as facções ocasionalmente ignoram a história e cooperam para o bem da jogabilidade e o balanceamento do jogo,  por exemplo, estabelecendo zonas neutras e regras de engajamento; para a formação de novos jogadores; a socialização; e, ocasionalmente, para fins sérios da vida real, tais como honrar os heróis caídos. Niantic Labs não apenas dá suporte a essas atividades, como frequentemente as organiza.

## Jogabilidade

### Ambiente de jogo
Um jogador usando o aplicativo móvel é apresentado com um mapa que representa a área circundante. O mapa tem um fundo preto e é completamente desmarcado, exceto por edifícios e estradas, que são descritas em cinza, mas não rotulados, e os corpos de água (azul claro). Está visível no mapa os portais, Matéria Exótica (XM), links, campos de controle e os itens que os jogadores descartaram de seu inventário. Distâncias do jogador para com as localizações do jogo são apresentados em unidades métricas apenas, para evitar a confusão entre os jogadores. O aplicativo está disponível atualmente em dezesseis idiomas;[upper-alpha 1] no entanto, o idioma escolhido afeta somente o texto apresentado, não os de áudios como o "Portal in range".

## Modelo de negócio

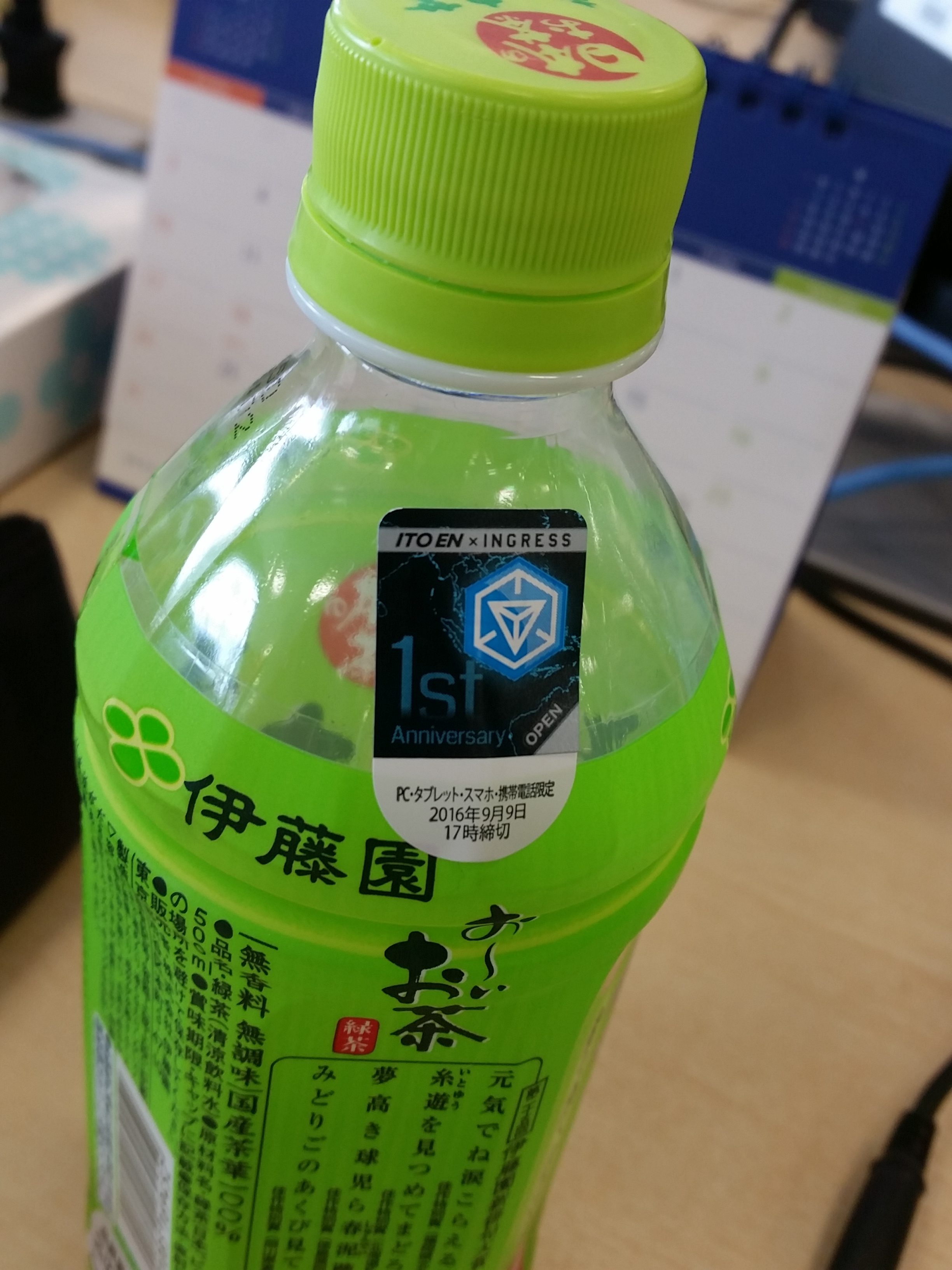
Uma bebida com um token de competição no Japão.

Ingress é mantido por publicidade. As empresas podem pagar seus locais para serem usados como portais no jogo, fazendo com que suas lojas se tornem um lugar de peregrinação para os jogadores de Ingress, que pode se traduzir em vendas no mundo real. Na Alemanha, a Vodafone ofereceu um plano de telefone de Ingress com uma grande quantidade de dados para o suporte ao jogo, além de todas as suas lojas, se tornarem portais.
Na França, uma parceria com a Niantic e Unibail-Rodamco, fez que vários de seus centros comerciais fossem incorporados no jogo.
Nos EUA, ambos Jamba Juice e a Zipcar tiveram locais patrocinados em Ingress.

### Divisão do Google
Em 12 de agosto de 2015, Niantic anunciou que estava sendo desmembrado como uma empresa independente: Como parte desta operação, Google começou a transferir os dados do usuário para Niantic em 11 de setembro. Os usuários seriam capazes de desativar esse processo.

## Eventos especiais
Além da competição em curso entre as facções onde há jogadores, existem vários tipos de eventos especiais realizadas em datas específicas.

### Anomalias
Anomalias XM são períodos de uma concentração anormalmente alta de XM (Matéria Exótica), onde os jogadores de ambas as facções disputam o controle dos clusters de portais, a fim de ganhar pontos para sua equipe. Anomalias geralmente ocorrem ao longo de várias semanas, com eventos diferentes localizadas nas principais cidades ao redor do mundo. Começando com 13MAGNUS (Oct 12 – dezembro 14, 2013), de anomalias ocorreram trimestralmente, com exceção do terceiro trimestre de 2014, quando não havia nenhuma.
Campos de Anomalia são divididos em duas categorias: Localizações de Satélite e Primárias. Os funcionários da Niantic Labs, bem como personagens da história (ver Enredo), muitas vezes participam dos eventos em locais de anomalia Primária. Mais pontos são concedidos para a facção predominante em Campos Primários do que em campos de Satélite. Os jogadores que participam de uma anomalia são atribuídos a uma identificação com o emblema dessa anomalia. O resultado das Anomalias XM muitas vezes influencia os eventos futuros da história.
| De                      | Até                    | Nome       | Campos primários (número e lista) | Notas |
| ----------------------- | ---------------------- | ---------- | --- | --- |
| 13 de Julho de 2013     | 13 de Julho de 2013    | Voynich    | 8: Hamburg, Germany; Oslo, Norway; Copenhagen, Denmark; Helsinki, Finland; Stockholm, Sweden; Moscow, Russia; St. Petersburg, Russia                                                                                              | Nenhum emblema concedido |
| 3 de Agosto de 2013     | 3 de Agosto de 2013    | Minotaur   | 8: Minneapolis, MN; Salt Lake City, UT; St. Louis, MO; Kansas City, MO; Montreal, Quebec, Canadá; Denver, CO; Atlanta, GA; Toronto, Ontário, Canadá                                                                               | Nenhum emblema concedido |
| 11 Agosto de 2013       | 24 de Agosto de 2013   | Cassandra  | 13: Sydney, Austrália; Milan, Itália; Tokyo, Japão; Düsseldorf, Alemanha; Boston, Massachusetts; Washington, DC; Manila, Filipinas; Paris, França; São Paulo, Brasil; Hong Kong, PRC; Colônia, Alemanha; Chicago, IL; Nova Iorque | Nenhum emblema concedido |
| 12 de Outubro de 2013   | 14 Dezembro de 2013    | 13MAGNUS   | Nenhum emblema concedido | |
| 15 de Fevereiro de 2014 | 29 de Março de 2014    | Recursion  | 8: Miami, FL; Bangalore, India; Nashville, TN; Austin, TX; Zagreb, Croatia; Boulder, CO; Berlim, Germany; Los Angeles, CA; Nantes, França.                                                                                        | |
| 12 de Abril de 2014     | 21 de Junho de 2014    | Interitus  | 11: Amsterdam, Netherlands; Flagstaff, AZ; London, U.K.; Santa Fe, NM; Beijing, China; Melbourne, Australia; Kansas City, MO; Santiago, Chile; Birmingham, AL; Kraków, Poland; Gettysburg, PA                                     | |
| 12 de Julho de 2014     | 27 de Setembro de 2014 | Helios     | 11: Montreal, Canada; San Diego, CA; Dublin, Ireland; Chicago, IL; Taipei, Taiwan; Detroit, MI; Prague, Czech Republic; Minneapolis, MN; Bogotá, Colômbia; Tacoma, WA; Munich, Alemanha                                           | Também a Edição Especial de Londres |
| 18 de Outubro de 2014   | 13 de Dezembro de 2014 | Darsana    | 6: Salt Lake City, UT; Brussels, Belgium; New Orleans, LA ; Tokyo, Japan ; Charleston, SC; Barcelona, Spain | Também Darsana Global |
| 21 de Fevereiro de 2015 | 28 de Março de 2015    | Shōnin     | 5: Austin, TX; Florence, Italy; Pasadena, CA; Hanover, Germany; Kyoto, Japan | |
| 30 de Maio de 2015      | 20 de Junho de 2015    | Persepolis | 5: Bratislava, Slovakia; Washington, DC; Utrecht, The Netherlands; Tohoku, Japan; Portland, OR | |
| 10 de Outubro de 2015   | 12 de Dezembro de 2015 | Abaddon    | 6: Hamburg, Germany; New Orleans, LA; New Taipei City, Taiwan; Oakland, CA; Okinawa, Japan; Milan, Italy | Eventos Especiais Flash Shards: 10 de Outubro de 2015, 24 de Outubro de 2015: Boston, MA; Houston, TX; London, Reino Unido; Zurique, Suíça |
| 27 de Fevereiro de 2016 | 2 de Abril de 2016     | Obsidian   | 4: Seattle, WA; Hong Kong; Vienna, Austria; Orlando, FL | O evento principal seria no Rio, mas foi trocado para ser um flash shard, sendo Seattle escolhida como substituta, devido ao vírus Zika.   |
| 28 de Maio de 2016      | 16 de Julho de 2016    | Aegis Nova | 7: Brooklyn, NY; Rotterdam, Netherlands; Tainan, Taiwan; San Diego, CA; Moscow, Russia; Sydney, Australia; Tokyo, Japan, Dublin, Ireland.                                                                                         | |
| 27 de Agosto de 2016    | 24 de Setembro de 2016 | Via Lux    | 5: Denver, CO; Wroclaw, Poland; Toronto, Canada; Cologne, Germany; Singapore | Série Anomaly atual |

### Mission Days
"Mission Days reúnem Agentes de ambas as facções para explorar cidades de todo o mundo através da lente de Ingress aventuras únicas e locais a pé." Muitas vezes, estes são realizados em conjunto com Anomalias.

## Elenco
O jogo inclui comunicações em seu universo de muitos dos personagens, incluindo
- Dr. Devra Bogdanovich (Karen Strassman)
- ADA (Um Algoritmo de Detecção) (Laura Bailey)
- Misty Hannah (Misty Lee)
- Klue (Katy Townsend)[41]
- Susanna Moyer (Ione Butler)[42]
- Roland Jarvis (J. B. Blanc)
- Henry "Hank" Johnson (Christopher Corey Smith)
- O Dr. Oliver Lynton-Wolfe (Yuri Lowenthal)
- O Acólito (Amy Walker)

Os membros do elenco também aparecem como personagens em diferentes Anomalias. Além disso, se você comprar um Pacote de Apoiador em uma Anomalia, você receberá um emblema correspondente ao personagem que está presente no Anomalia.

## Recepção

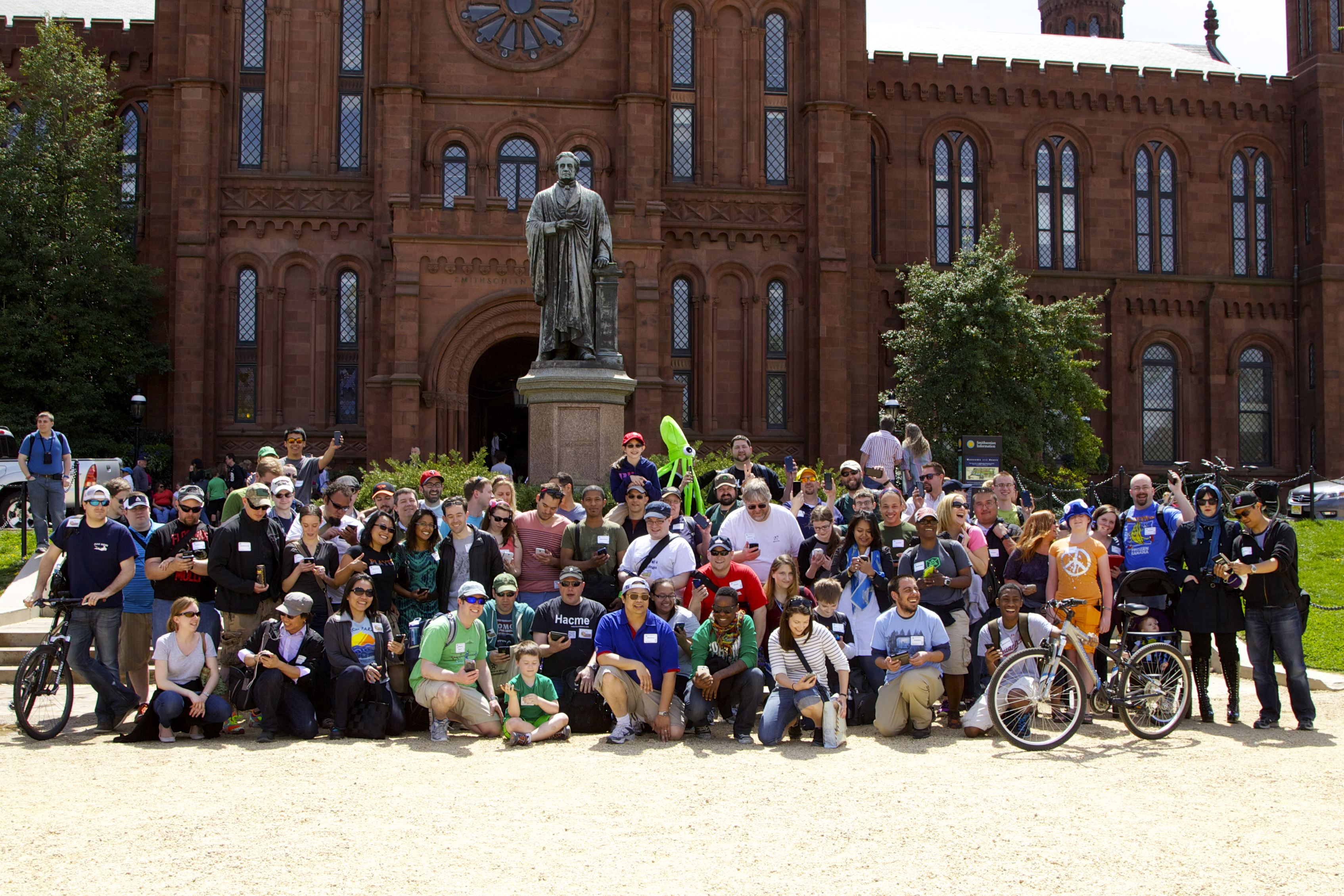
Uma reunião entre facções para caça de portais em Washington, D.C, em Smithsonian Castle, em 14 de abril de 2013.

### Bolsa de estudos e análises
Ingress tem sido objeto de estudo acadêmico sobre a relação entre regionalismo e globalismo, e o seu sistema de emblemas tem sido utilizado como um exemplo, em um estudo de caso de gamificação. Erin Stark argumenta que o sistema do jogo em que jogadores de indicam portais baseados em arte de rua está afetando os jogadores, criando um senso de lugar e de uma herança cultural mais flexível. Spanner Spencer, escrevendo pela PocketGamer, observou que não havia nenhuma maneira casual de jogar Ingress e que exigia dedicação e trabalho em equipe.
Ingress tem sido considerado como uma economia de doação, na qual os jogadores trocam datafication de sua localização física para o jogo.

#### Prêmios
- Ingress ganhou uma "menção especial" no Android 2013 Players' Choice Awards.[48]
- Em 2014, Ingress ganhou o Grande Prêmio do 18º Japan Media Arts Festival para a Divisão de Entretenimento[49]

### Comunidade e impacto cultural
De acordo com Alex Dalenberg da American City Business Journals, em Maio de 2013, havia cerca de 500.000 jogadores em nível mundial. Em uma entrevista no mês de agosto de 2013 com o site de fãs de Decode Ingress, o fundador de Niantic Labs John Hanke disse: "foram mais de 1 milhão de downloads e uma grande parte deles são ativos." Em fevereiro de 2014, havia 2 milhões de jogadores. Em 2015, o jogo foi baixado mais de 8 milhões de vezes. Em 2015, Niantic disse a Tom's Hardware que eles tinham 7 milhões de jogadores.
O jogo recebeu cobertura da mídia local, inclusive para jogadores que organizam eventos, tais como a criação de ligações entre portais para o Dia do Memorial.
Os membros da facção adversária no MIT organizaram uma trégua em todo o campus após a morte de Sean Collier, um policial da MIT baleado por criminosos em no Atentado à Maratona de Boston de 2013, e colocou seus dois respectivos portais lado-a-lado em um cenotáfio virtual no local de sua morte. Falando com a CNN, o CEO John Hanke disse que não esperava que os jogadores começam a falar uns com os outros e formassem clubes. Os Jogadores têm alugado aviões, helicópteros e barcos para chegar em portais em áreas remotas da Sibéria e o Alasca.

### Críticas e incidentes
A ideia básica de Ingress é muito semelhante ao do mais velho, agora extinto, jogo de realidade aumentada, Shadow Cities e aos novos Pokémon Go e Harry Potter: Wizards Unite. Ambos têm facções (times) que estão lutando para o futuro do mundo com smartphones. Embora os jogos terem similares mecânicas de jogo e o visuais, há diferenças claras. Em Shadow Cities, os jogadores estão no mundo virtual, que é dinamicamente mapeado em torno deles, e pode se teleportar dentro do mundo virtual, considerando que, em Ingress, os portais são locais do mundo real em que os jogadores têm, geralmente, que realmente se mover para poder jogar. Shadow Cities foi encerrado no dia 7 de outubro, 2013, devido à falta de popularidade.
Portais que haviam sido aprovado nos campos de concentração Nazistas de Dachau e Sachsenhausen, foram removidos em julho de 2015; Gabriele Hammermann, diretor do memorial do campo de concentração de Dachau, disse à Deutsche Presse-Agentur que a aprovação original do Google desses portais foi uma humilhação para as vítimas dos campos de concentração Nazistas e de seus familiares, e o fundador da Niantic Labs John Hanke, afirmou que "nós lamentamos que isso tenha acontecido."
Alguns jogadores têm atraído a atenção da aplicação da lei ao jogar o jogo, e, portanto, o comentário sobre a interação de jogos de realidade aumentada com a vida real. Porque pode levar algum tempo para que os jogadores 'hackeiem' um portal com sucesso, eles podem chamar a atenção da polícia. Além disso, alguns jogadores têm o costume de jogar enquanto estão dirigindo lentamente em torno de uma área, o que não é recomendado pelos desenvolvedores de jogos e atrai a atenção da polícia. O Centro de Segurança da Internet recomendou que os policiais tomem conhecimento do jogo, e avisaram que pode ser difícil determinar se um atuante mal-intencionado está utilizando o jogo como um disfarce.
Em 2014, um jogador de 16 anos no Brasil morreu depois de ser atropelado por um ônibus enquanto jogava. Em 2015, um jogador Irlandês morreu ao tentar capturar Poolbeg Lighthouse a noite.